# Негоджкінська лімфома
Негоджкі́нські лімфо́ми — чисельна група гемобластозів, тобто пухлин, що уражають клітини крові лімфоцити. До практичного використання у 1976 році запропонована морфологічна класифікація ВООЗ, нова редакція якої була оприлюднена в 2008 році.
При негоджкінській лімфомі відбуваються анормальні зміни в одному з лімфоцитів, що призводить до появи великої кількості дефектно сформованих лімфоцитів, які утворюють пухлинні маси всередині лімфатичних вузлів та в інших частинах організму.

## Поширеність в Україні та світова статистика
Згідно з даними статистики в Україні таких хворих 4434 осіб[коли?].
Протягом останніх років захворюваність на негоджкінські злоякісні лімфоми неухильно зростає. Так у США за останні роки[коли?] захворюваність НХЛ зросла з 8,5 до 15,1 випадків на 100 000 населення, займаючи третє місце в структурі онкологічної патології після раку легенів і меланоми. Середній вік хворих на негоджкінську лімфому становить 53-57 років. Захворюваність серед чоловіків у 1,2-2,2 рази вища, ніж серед жінок.
Близько 12 % пацієнтів з лімфомами мають хворобу Годжкіна, тоді як решта — негоджкінські лімфоми. Це ціла група із понад 30 подібних захворювань, які не мають характеристик хвороби Годжкіна.

## Патогенез
Головне завдання лімфатичної системи — боротьба з інфекціями за допомогою трьох типів лімфоцитів: клітин T-лімфоцитів, B-лімфоцитів і «природних кілерів». Більшість лімфоцитів знаходяться в лімфатичних вузлах, але можуть бути виявлені в багатьох інших частинах організму, зокрема в кістковому мозку, селезінці і периферичної крові. При негоджкінської лімфомі відбувається мутація ДНК в одному з лімфоцитів, що призводить до появи великої кількості погано сформованих лімфоцитів, що зростаються в пухлинні маси всередині лімфатичних вузлів, і в інших частинах організму. Точна причина мутації ДНК, що веде до їхнього утворення невідома, але під підозрою перебуває ряд хімікатів, особливо гербіциди і пестициди, вірус Епштейна — Барр тощо. Більшість типів негоджкінських лімфом рідко зустрічається у дітей. Середній вік пацієнтів 50-60 років.

## Ознаки та діагностика
Загальні прояви включають збільшення лімфатичних вузлів на шиї, під пахвами, в середостінні. Приблизно в 40 % випадків злоякісні лімфоцити виявляються поза лімфатичними вузлами: в кістках, легенях, печінці, підшкірній клітковині. Пацієнт може відчувати жар, втому, втрату апетиту, сильну пітливість ночами. Можливе збільшення селезінки. Оскільки лімфатичні вузли збільшуються, коли організм бореться з інфекцією, саме по собі збільшення лімфатичних вузлів не може розглядатися як ознака лімфоми. Лімфома діагностується тільки після проведення біопсії (дослідження під мікроскопом зразка лімфатичного вузла) і виявлення значної кількості уражених лімфоцитів. Зразки для біопсії беруться з лімфатичних вузлів або зі шкіри, з легень, печінки і т. д., тобто звідти, де може бути утворена лімфома. Якщо біопсія підтверджує наявність лімфоми, за результатами її визначається тип лімфоми шляхом вивчення тканинних порушень і типології клітин.
Головні різновиди негоджкінських лімфом:
- повільні (невисокий ризик) B-лімфоцитарні лімфоми,
- агресивні B-лімфоцитарні лімфоми (середній ризик),
- дуже агресивні B-лімфоцитарні лімфоми (високий ризик),
- повільні (невисокий ризик) T-лімфоцитарні та ті, що утворюються з природних кілерів, лімфоми,
- агресивні T-лімфоцитарні та ті, що утворюються з природних кілерів, (середній ризик),
- дуже агресивні T-лімфоцитарні та ті, що утворюються з природних кілерів, (високий ризик).

Кожний з цих різновидів має кілька підвидів хвороби, залежать головним чином від місця розташування пухлинних клітин. Особливості лікування залежать від конкретного діагнозу пацієнта, стадії розвитку хвороби і швидкості прогресування. Також грає роль вік пацієнта і загальний фізичний стан.

## Лікування
Метою лікування є необхідність добитися повної ремісії шляхом видалення максимально можливої кількості злоякісних лімфоцитів.
Три головних методи лікування — хіміотерапія, променева терапія і трансплантація гемопоетичних клітин (ТГК).

### Хіміотерапія та променева терапія
Як правило, хіміотерапія включає в себе використання комбінації декількох хіміопрепаратів, які вбивають злоякісні лімфоцити. Хіміопрепарати зазвичай застосовуються 3—4-х тижневими циклами, в залежності від діагнозу, можливе використання й інших схем хіміотерапії.
Первинна хіміотерапія триває 6-12 місяців, упродовж яких страждають також і здорові клітини. Тому пацієнти, що проходять хіміотерапію, можуть мати побічні ефекти, таки, як нудота, стомлюваність і підвищена чутливість до збудників інфекційних хвороб.
Променева терапія активно використовується при лікуванні негоджкінських лімфомах, але досить рідко як основний метод лікування, частіше в комбінації з хіміотерапією.

### Трансплантація гемопоетичних клітин
До недавнього часу трансплантація гемопоетичних клітин згадувалася в контексті трансплантації кісткового мозку, оскільки кістковий мозок був єдиним джерелом гемопоетичних клітин, які використовуються при лікуванні пацієнтів. Гемопоетичні клітини це незрілі клітини, попередниці кровотворення, згодом розвиваються в три типи кров'яних клітин — лейкоцити, еритроцити і тромбоцити. Нині гемопоетичні клітини отримують з кісткового мозку, пуповинної крові або з периферичної крові донора. Незалежно від джерела, гемопоетичні клітини мають потенційну здатність лікування різних хвороб крові, кісткового мозку та імунної системи при заміні злоякісного кісткового мозку та імунної системи пацієнта.
Трансплантація гемопоетичних клітин при хвороби Годжкіна застосуються рідко, оскільки більшість пацієнтів можуть бути успішно вилікувані хіміє- і променевою терапією. При негоджкінських лімфомах, проте, трансплантація гемопоетичних клітин часто використовується при лікуванні пацієнтів, у яких первинно або в ході лікування виробилася резистентність до хімієпрепаратів. З метою подолання цієї резистентності застосовуються дуже високі дози хімієпрепаратів, які руйнують не тільки злоякісні клітини, а й кістковий мозок пацієнта. Кістковомозкова функція відновлюється за допомогою вливання пацієнтові його ж гемопоетичних клітин. Така пересадка називається аутологічною, і це основний тип пересадки при негоджкінських лімфомах.
При алогенній трансплантації гемопоетичних клітин використовуються клітини, узяті від іншого донора, або родича, або не родича, виявленого в донорській базі даних чи Міжнародному Реєстрі. Зазвичай алогенна трансплантація гемопоетичних клітин використовується на 4-й стадії негоджкінської лімфоми. На ній відбувається поширення пухлин за межі лімфатичних вузлів в інші органи — в легені, печінка, кістковий мозок. Алогенна трансплантація є також загальноприйнятим методом лікування періодичних млявих лімфом, які рецидивують після одного чи багатьох циклів лікування.
Важливо підкреслити, що рішення про проведення трансплантації гемопоетичних клітин може бути прийнято тільки самим пацієнтом і його близькими людьми.

## Негоджкінська злоякісна лімфома
Негоджкінська злоякісна лімфома (НЗЛ) — гемобластози з лімфоїдних клітин поза кістковим мозком. При цьому пухлинний клон може мати як В — (80-85 %), так і Т-лімфоцитну природу (близько 15 %). Діагностика пухлин цього типу базується на детальному вивченні гістологічних зрізів, цитологічних досліджень аспіратів і відбитків лімфовузлів, цитохімічних, цитогенентичних та імуноцитологічних ознак.
Основні нозологічні форми НЗЛ, які виникають з клітин-попередників В- і Т-лімфоцитів, природних кілерів і лімфоцитів на етапах їх антигензалежного диференціювання в периферійних органах лімфопоезу можуть бути діагностовані на підставі доступних морфологічних методів. У свою чергу, ґрунтуючись на визначенні типу клітин, що складають пухлинний клон, встановлюється ступінь злоякісності (висока, низька, проміжна), прогнозується перебіг захворювання, проводиться підбір лікувальних програм.

## Класифікація
Згідно з REAL-класифікацією розрізняють 10 форм НЗЛ В-клітинного та 10 форм Т-клітинного походження. Ці форми вирізняються за клітинною зрілістю. Високодиференційовані лімфоцитарні лімфоми (лімфоми з малих лімфоцитів по класифікації REAL) зберігають цитоморфологічні ознаки і імунофенотип, характерний для В-лімфоцитів. Лімфобластні лімфоми високого ступеня злоякісності з В- і Т-лімфоцитів мають мономорфний клітинний склад і відрізняються тільки за експресією антигенів, деяким цитохімічним і цитогенетичним ознакам. Діагностичну значимість при НЗЛ має характер росту, який визначають гістологічно.
За характером росту НЗЛ поділяються на нодулярні (фолікулярні) і дифузні форми.
Для нодулярних лімфом характерно утворення псевдофолікулярних структур, які, на відміну від істинних фолікулів, розташовуються не тільки в корковому, але й в мозковому шарі лімфовузлів, мають великі розміри, нечіткі контури. Фолікулярний характер росту властивий в основному В-лімфоцитам із центрів-фолікулів (І-переважно з малих клітин, ІІ — із суміші малих і крупних клітин, ІІІ- переважно з крупних клітин).
Дифузний тип росту з тотальним розростанням клітин, повним стиранням структур лімфовузла властивий всім видам НЗЛ.

## Клінічний перебіг
НЗЛ може виникнути в будь-якому віці. Клінічні прояви захворювання залежать від локалізації пухлинних вогнищ, характеру пухлинного росту (фолікулярний, дифузний), цитологічного варіанту. Найчастіша первинна локалізація процесу — периферійні лімфатичні вузли (близько 60 % хворих). Первинне ураження абдомінальних лімфовузлів спостерігається приблизно у 20 %, медіастінальних — у 9 %, екстранодулярна локалізація НЗЛ — у 8 % пацієнтів.
Клініко-гематологічна картина при різних морфологічних варіантах НЗЛ відрізняється деякими особливостями. Так, НЗЛ із клітин центрів фолікулів зустрічається переважно у дорослих людей і відноситься до найчастіших форм пухлин лімфоцитарної тканини (до 40 %). Характерно швидке поширення процесу: вогнища виникають у селезінці, кістковому мозку (лейкемізація), екстранодулярно. Швидка генералізація з ураженням кісткового мозку (через 3-24 міс.) властива В-клітинним лімфомам з малих лімфоцитів (дифузна лімфоцитарна НЗЛ). Раннє екстранодулярне метастазування, втягнення в процес печінки, селезінки, кісткового мозку відмічається і при пролімфоцитарній лімфомі. Для цього варіанту характерно первинне ураження селезінки. Така локалізація зустрічається в 1-6,3 % з усієї групи НЗЛ. Основна клінічна ознака — спленомегалія.
Тривалий час захворювання перебігає безсимптомно. При генералізації перш за все уражається кістковий мозок, у 76 % хворих виникає лейкемізація. Із лімфатичних вузлів переважно втягуються у пухлинний процес абдомінальні при інтактності периферійних, що утруднює діагностику. При В-лімфобластній та імунобластній дифузних лімфомах відмічається прогресуючий перебіг, екстранодулярні локалізації (ураження кільця Вальдейера, шлунково-кишкового тракту) та ін.
Т-лімфобластні НЗЛ зустрічаються частіше у підлітків і молодих чоловіків. Основні клінічні прояви — пухлина в передньому середостінні, ураження тимусу, компресійні синдроми (верхньої порожнистої вени). НЗЛ з периферичних Т-лімфоцитів — грибовидний мікоз — характеризується первинним ураженням шкіри. При генералізації процесу і лейкемізації в крові з'являються клітини з «мозковидним» ядром — захворювання має назву синдрому Сезарі.
Ангіоімунобластна Т-клітинна лімфома — відносно рідкісне захворювання. Перебігає з генералізованою лімфаденопатією, гарячкою, втратою ваги, шкірними проявами (вузли, бляшки), гіпергамаглобулінемією. Можлива трансформація в Т-клітинну лімфому високого ступеня злоякісності.

## Діагностичні критерії
- Діагноз НЗЛ може бути поставлений тільки на підставі вивчення гістологічної структури лімфовузла або біоптата екстранодулярної тканини.
- Уточнення морфології клітин пухлини можливо шляхом вивчення цитології аспіратів і відбитків лімфовузлів.

Загальне правило при біопсії полягає в тому, що для дослідження береться найбільший лімфовузол. Крім тих випадків, коли лімфовузол дуже великий і не може бути видалений з технічних причин, всі біопсії повинні бути ексцизійними (а не інцизійними). Для імунофенотипування, цитогенетичних досліджень та одержання «відбитку» лімфовузла — тканина не повинна фіксуватися.

### Диференціальний діагноз
- Для диференціального діагнозу НЗЛ з лейкемізацією і В-ХЛЛ необхідно проведення імунофенотипування: зберігаючи цитоморфологічні ознаки В-лімфоцитів НЗЛ експресують пан-В-клітинні антигени: СД19, СД20, HLA-DR, однак не містить СД5 і рецепторів до еритроцитів миші.
- Для відмінності клітин лімфоми від епітеліальних пухлин карциноми визначають СД45 і цитокератин.
- Для варіантів НЗЛ характерні певні цитогенетичні маркери. Так, при фолікулярних лімфомах у 80 % визначається перехресна транслокація між 14 і18 хромосомами.

## Лікування
При локалізованій формі (стадія І) призначається променева терапія, що дозволяє у 50 % хворих одержати тривалу ремісію (10 і більше років).

### Хімієтерапія
При НЗЛ низького ступеня злоякісності використовують хлорамбуцил (лейкеран) і циклофосфан. Відповідь на монотерапію спостерігають у 20-60 % хворих. Для досягнення повної ремісії тривалість прийому препаратів становить 12-36 міс. Медіана виживання 4 роки. При проміжному і високому ступені злоякісності НЗЛ призначають схеми ПХТ: CVP (циклофосфан, вінкрістін, доксорубіцин, преднізолон), СНОР (циклофосфан, доксорубіцин, онковін (вінкрістін), преднізолон), променеву терапію.
Схема СНОР-«золотий стандарт» терапії НЗЛ. З 1996 року рекомендовані модифіковані схеми СНОР-СІОР (циклофосфан, ідарубіцин 10 мг/м², онковін, преднізолон).заміна адріаміцина ідарубіцином суттєво знижує кардіотоксичність схеми і виправдана при лікуванні хворих похилого віку. На даний час одержаний пероральний препарат ідарубіцину, його використання при НЗЛ доцільно як в монотерапії, так і при ПХТ.
Для проведення індуктивного і підтримуючого лікування хворим НЗЛ рекомендується також інтерферон -А у поєднанні з ХТ і як монотерапія. Тривалість лікування ІФ не менше 1 року: доза 3-5 МО/м² 3 рази на тиждень.

### Генотерапія
У 2022 році регулятори схвалили кілька знакових клітинних і генних терапій, зокрема Yescarta і Breyanzi для негоджкінської лімфоми.

## Форми, прогноз
1. В'ялий, хронічний перебіг — (тривалість життя 5 років):
  - лімфома з малих лімфоцитів (пролімфоцитарна);
  - лімфома маргінальної зони селезінки;
  - фолікулярна лімфома, екстранодулярна лімфома, асоційована зі слизовою оболонкою;
  - грибовидний мікоз.
2. Агресивний перебіг (тривалість життя до 1 року):
  - дифузна В-крупноклітинна лімфома;
  - апластична крупноклітинна лімфома.
3. Високоагресивний (гострий) перебіг (тривалість менше 1 року):
  - В-лімфобластна лімфома;
  - Т-лімфобластна лімфома;
  - лімфома Беркітта.

Медіана виживання для НХЛ низького ступеня злоякісності становить 7 років, проміжної — 2,5 роки, високої — до 1 року.
Несприятливі прогностичні фактори НЗЛ:
- Втягнення в патологічний процес кісткового мозку — лейкемізація.
- Наявність більше одного екстранодулярного вогнища.
- Наявність інтоксикації.
- Похилий вік.
- Чоловіча стать.

## Лімфосаркома
Лімфосарко́ма — являє собою пухлинний процес, який розвивається з незрілих клітинних елементів лімфоїдної тканини в лімфовузлах, мигдаликах, селезінці, печінці та в місцях накопичень однойменної тканини у різноманітних органів.
Частота захворювань на лімфосаркому серед усіх хворих на гемобластози становить 17,4 % і посідає 4 місце. Серед хворих на злоякісні лімфоми лімфосаркома посідає друге місце (36,7 %), пропускаючи вперед лімфогранульоматоз. В Україні (1997 р.) чоловіки на це захворювання хворіють дещо частіше (57,7 %), ніж жінки (42,3 %). Частота захворювань на лімфосаркому постійно збільшується як в Україні, так і в інших державах. Зустрічається вона в усіх вікових групах, але з віком людини частота її збільшується.
Частіше захворювання перебігає у вигляді локального процесу, коли уражається окрема група лімфовузлів або будь-які окремі органи (шлунок, кишечник, кістки, печінка, селезінка, легеня та інші). Рідше захворювання може мати дисемінований характер (лімфосаркоматоз). Останній виникає первинне або захворювання може генералізуватись з локальної форми в процесі прогресування хвороби. У деяких державах та окремих регіонах лімфосаркома має свої особливості локалізації та клінічного перебігу.